# Cratichneumon tyloidifer
Cratichneumon tyloidifer là một loài tò vò trong họ Ichneumonidae.